# Colonial Hockey League 1993/94
Die Saison 1993/94 war die dritte reguläre Saison der Colonial Hockey League. Die acht Teams absolvierten in der regulären Saison je 64 Begegnungen. Das punktbeste Team der regulären Saison waren die Thunder Bay Senators, die in den Play-offs zum zweiten Mal den Colonial Cup gewannen.

## Teamänderungen
Folgende Änderungen wurden vor Beginn der Saison vorgenommen:
- Die Flint Generals wurden als Expansionsteam in die Liga aufgenommen.
- Die Flint Bulldogs wurden nach Utica, New York, umgesiedelt und änderten ihren Namen in Utica Bulldogs.
- Die Thunder Bay Thunder Hawks änderten ihren Namen in Thunder Bay Senators.

## Reguläre Saison

### Abschlusstabelle
Abkürzungen: GP = Spiele, W = Siege, L = Niederlagen, T = Unentschieden, OTL = Niederlage nach Overtime, GF = Erzielte Tore, GA = Gegentore, Pts = Punkte
| East Division        | GP | W  | L  | T  | GF  | GA  | Pts |
| -------------------- | -- | -- | -- | -- | --- | --- | --- |
| Thunder Bay Senators | 64 | 45 | 15 | 4  | 331 | 236 | 94  |
| Brantford Smoke      | 64 | 28 | 26 | 10 | 308 | 348 | 66  |
| St. Thomas Wildcats  | 64 | 22 | 34 | 8  | 284 | 343 | 52  |
| Utica Bulldogs       | 64 | 21 | 39 | 4  | 226 | 330 | 46  |

| West Division   | GP | W  | L  | T | GF  | GA  | Pts |
| --------------- | -- | -- | -- | - | --- | --- | --- |
| Chatham Wheels  | 64 | 39 | 18 | 7 | 336 | 281 | 85  |
| Muskegon Fury   | 64 | 35 | 24 | 5 | 319 | 301 | 75  |
| Detroit Falcons | 64 | 34 | 25 | 5 | 296 | 275 | 73  |
| Flint Generals  | 64 | 32 | 23 | 9 | 328 | 314 | 73  |

## Colonial-Cup-Playoffs
| Colonial-Cup-Viertelfinale | Colonial-Cup-Viertelfinale | Colonial-Cup-Viertelfinale |    |                      | Colonial-Cup-Halbfinale | Colonial-Cup-Halbfinale | Colonial-Cup-Halbfinale |  |  | Colonial-Cup-Finale | Colonial-Cup-Finale | Colonial-Cup-Finale |
|                            |                            |                            |    |                      |                         |                         |                         |  |  |                     |                     |                     |
| E1                         | Thunder Bay Senators       |                            |    |                      |                         |                         |                         |  |  |                     |                     |                     |
|                            | Freilos                    |                            |    |                      |                         |                         |                         |  |  |                     |                     |                     |
| E1                         | Thunder Bay Senators       | 4                          |    |                      |                         |                         |                         |  |  |                     |                     |                     |
| E1                         | Thunder Bay Senators       | 4                          |    |                      |                         |                         |                         |  |  |                     |                     |                     |
|                            | E2                         | Brantford Smoke            | 0  |                      |                         |                         |                         |  |  |                     |                     |                     |
| E2                         | E2                         | Brantford Smoke            | 0  | Brantford Smoke      | 3                       |                         |                         |  |  |                     |                     |                     |
| E2                         |                            |                            |    | Brantford Smoke      | 3                       |                         |                         |  |  |                     |                     |                     |
| W2                         | Muskegon Fury              | 0                          |    |                      |                         |                         |                         |  |  |                     |                     |                     |
| W2                         | Muskegon Fury              | 0                          | E1 | Thunder Bay Senators | 4                       |                         |                         |  |  |                     |                     |                     |
|                            |                            |                            |    | Thunder Bay Senators | 4                       |                         |                         |  |  |                     |                     |                     |
|                            | W1                         | Chatham Wheels             | 1  |                      |                         |                         |                         |  |  |                     |                     |                     |
| W1                         | W1                         | Chatham Wheels             | 1  | Chatham Wheels       | 3                       |                         |                         |  |  |                     |                     |                     |
| W1                         |                            |                            |    | Chatham Wheels       | 3                       |                         |                         |  |  |                     |                     |                     |
| E3                         | St. Thomas Wildcats        | 0                          |    |                      |                         |                         |                         |  |  |                     |                     |                     |
| E3                         | St. Thomas Wildcats        | 0                          | W1 | Chatham Wheels       | 4                       |                         |                         |  |  |                     |                     |                     |
|                            |                            |                            | W1 | Chatham Wheels       | 4                       |                         |                         |  |  |                     |                     |                     |
|                            | W4                         | Flint Generals             | 3  |                      |                         |                         |                         |  |  |                     |                     |                     |
| W3                         | W4                         | Flint Generals             | 3  | Detroit Falcons      | 1                       |                         |                         |  |  |                     |                     |                     |
| W3                         |                            |                            |    | Detroit Falcons      | 1                       |                         |                         |  |  |                     |                     |                     |
| W4                         | Flint Generals             | 3                          |    |                      |                         |                         |                         |  |  |                     |                     |                     |

## Vergebene Trophäen

### Mannschaftstrophäen
| Auszeichnung                               | Team                 |
| ------------------------------------------ | -------------------- |
| Colonial Cup Gewinner der Playoffs         | Thunder Bay Senators |
| Tarry Cup Bestes Team der regulären Saison | Thunder Bay Senators |